# Wedge Pass
Wedge Pass är ett bergspass i Kanada.   Det ligger i provinsen British Columbia, i den sydvästra delen av landet, 3 500 km väster om huvudstaden Ottawa. Wedge Pass ligger 1 425 meter över havet.
Terrängen runt Wedge Pass är bergig åt sydväst, men åt nordost är den kuperad. Trakten runt Wedge Pass är nära nog obefolkad, med mindre än två invånare per kvadratkilometer.. Närmaste större samhälle är Whistler, 13,2 km väster om Wedge Pass. 
Trakten runt Wedge Pass är permanent täckt av is och snö.